# 麻栗坡枇杷
麻栗坡枇杷（学名：Eriobotrya malipoensis）是蔷薇科枇杷属的植物，种加词 malipoensis 意为“云南省文山州麻栗坡县的”。中国特有植物。分布于中国大陆的云南等地，生长于海拔1,200米至1,500米的地区，常生于山谷密林中，目前尚未由人工引种栽培。